# أولغا خارلان
أولغا هيناديفنا خارلان (الأوكرانية: Ольга Геннадиивна Харлан؛ من مواليد 4 سبتمبر 1990) والمعروفة أيضًا باسم أولغا خارلان، هي لاعبة مبارزة بالسيف أولمبية أوكرانية. وهي بطلة العالم في مبارزة فردي السيف أربع مرات، وحاصلة على ميدالية أولمبية أربع مرات. تم تصنيفها رقم 1 في العالم في سيف السيدات لمدة خمس سنوات بين عام 2012 وعام 2021. هي أيضًا بطلة العالم في مبارزة السيف مرتين، وبطلة أوروبا في الفردي ست مرات، وبطلة أوروبا مع الفريق مرتين. وهي البطلة الأولمبية للفريق لعام 2008، والحاصلة على الميدالية الفضية الأولمبية للفريق لعام 2016، والحاصل على الميدالية البرونزية الأولمبية الفردية مرتين. تنافست في دورة الألعاب الأولمبية الصيفية 2008 في بكين، ودورة الألعاب الأولمبية الصيفية 2012 في لندن، ودورة الألعاب الأولمبية الصيفية 2016 في ريو دي جانيرو، ودورة الألعاب الأولمبية الصيفية 2020 في طوكيو، اليابان.
تم ادراج اسمها في قاعة الشهرة في الاتحاد الدولي للمبارزة.